# Potapow (rejon wołgodoński)
Potapow (ros. Потапов) – chutor w Rosji, w obwodzie rostowskim, w rejonie wołgodońskim. W 2010 liczył 3008 mieszkańców.